# Schildt (adelsätt)
Schildt är en svensk adelsätt.
Ätten Schildt infördes  på Riddarhuset i Stockholm  med Jurgen Schildt, som var överstelöjtnant vid ett tyskt kavalleriregemente. Han hade anor från Bayern men var själv från Livland, dit hans farfar hade flyttat. 
Fadern, Barthold Schildt, var officer i polsk tjänst under den tid då Livland hörde till Polen. 
Jurgen Schildt naturaliserades som svensk adelsman 1642 och introducerades samma år på Riddarhuset i Stockholm med nummer 282.
Genom sitt giftermål med Anna Axelsdotter Cruus blev Jurgen Schildt innehavare av  Årby herrgård i Rasbokils socken, idag i Uppsala kommun. Han lät där uppföra ett tre våningars stenhus, som har benämnts Årby slott. Makarna Schildt levde emellertid över sina tillgångar och klarade inte att fullföra slottsbygget. Endast första våningen var fullförd vid Jurgen Schildts död 1662, Den tredje våningen revs i början av 1700-talet.
Släktskapen mellan olika grenar med namnet Schildt är synnerligen oklar. Genealogen Gustaf Elgenstierna har anfört att enligt bouppteckningen efter Jurgen Schildt  hade denne två söner, som överlevde fadern, Jurgen och Adam.  
Riddarhusgenealogin nämner emellertid fem söner med namnen Göran, Georg, Volmar, Adam och Gustaf, som alla hade eftersläkt. På detta sätt har flera grenar med namnet Schildt räknats till den svenska adeln utan att bevisligen härstamma från den naturaliserade Jurgen Schildt. Den Gustaf Schildt, som  enligt både riddarhusgenealogin och Elgenstierna var stamfar till den yngre svenska grenen, är således inte med bland Jurgen Schildts söner i bouppteckningen. Den äldre svenska grenen hade Adam Schildt som stamfar och tillhörde därmed oomtvistat Jurgen Schildts ätt.
Jurgen, Göran och Georg är olika former av samma namn. Elgenstierna antog att det här rörde sig om samma person, bouppteckningens Jurgen, med namnet normaliserat till Georg. Denne skulle ha varit gift två gånger, men med hustrurna och deras barn förda på två olika personer i riddarhusgenealogin, där Göran är kapten och Georg assessor. Enligt Elgenstierna hade Georg bägge dessa yrkena. 
Alternativet är att Göran och Georg var olika personer, som emellertid inte var bröder. Detta är ståndpunkten i nyare släktforskning av Dick Wase, som utnyttjats i en släktdatabas på nätsidorna till Föreningen Släkten Schildt i Sverige. Där är den äldre  Georg Schildt (Göran) son till en äldre broder av den naturaliserade Jurgen Schildt och far till bland andra Carl Johan Schildt, som räknas som den finländska grenens stamfar. Elgenstierna hade här en annan förklaring.
Sedan slutet av 1700-talet har den adliga ätten Schildt bestått av tre grenar, som efter riddarhusgenealogin kan benämnas  de äldre och yngre svenska grenarna samt den finländska grenen. Av dessa är den äldre svenska grenen idag utslocknad, medan de båda andra fortlever. Enligt riddarhusgenealogin, som återges av Anrep, är den finländska grenen en utgrening från den yngre svenska.  Denna genealogi, som sammanställdes under senare delen av 1700-talet, har emellertid kritiserats för felaktigheter.

## Riddarhusgenealogin enligt Anrep[3]
- Berthold Schildt
  - Jurgen Schildt, naturaliseradsvensk adelsman 1642
    - Göran Schildt (född 1643), kapten 
      - 5 barn, som inte förde namnet vidare

    - Georg Schildt (född på 1640-talet), assessor i Livland
      - Gustaf Schildt, (död 1714), överstelöjtnant

    - Wolmar Schildt, kapten
    - Adam Schildt (1655 1714), ryttmästare, stamfar till äldre svenska grenen
    - Gustaf Schildt (1656 1736), överstelöjtnant, stamfar till den yngre svenska grenen
      -         - Carl Johan Schildt, fänrik, stamfartill finländska grenen
        - Carl Ulric Schildt (död 1743, fänrik, tillhörde yngre svenska grenen

## Elgenstiernas genealogi[5]
- Barthold Schildt, officer i polsk tjänst (generalmajor i kavalleriet?)
  - Jurgen Schildt (död 1662), naturaliserad svensk adelsman
    - Georg Schildt (1644–före 1704), kapten och assessor
      - Gustaf Schildt (död 1714) och 5 andra barn

    - Adam Schildt (1655–1714), ryttmästare, stamfar till äldre svenska  grenen[9]

Av samma släkt men en utan härstamning från den naturaliserade Jurgen Schildt:
- Volmar Schildt (född på 1650-talet), kapten[10]
- Gustaf Schildt (1645?–1736), löjtnant, Lena socken, stamfar till yngre svenska grenen[4]
- Johan Schildt, amtman i Ingermanland[8]
  - [Carl] Johan Schildt (1675–början av 1700-talet), fänrik, stamfar till finländska grenen

## Släktföreningens genealogi[7]
- Berthold Schildt (född 1555–1560), officer i polsk och svensk tjänst[6]
  - Christoffer Schildt (omkring 1590–före 1664), överste[6]
    - Georg Schildt (omkring 1638–1700) assessor i Kokenhusen, Livland
      - Gustaf Schildt (död 1714), överstelöjtnant
      - Ermst Henrik Schildt (död 1742)
      - Carl Johan Schildt (död 1705), fänrik

  - Jurgen Schildt (1603[11]–1662), överstelöjtnant, naturaliserad svensk adelsman
    - Johan Schildt (1643–före1662)[11]
    - Axel Lorentz Schildt (1643–1664)[11]
    - Georg Schildt (1644–1696), assessor i Dorpat
    - Adam Schildt (1655–1714)

## De adliga släktgrenarna Schildt i nyare tid
Av de tre grenarna, som fortlevde in på 1800-talet, hade den äldre svenska grenen majoren och ståthållaren på Rosersbergs slott Bengt Axel Robert Ludvig von Schildt (1817–1880) som siste manlige ättling. Hans dotter levde till 1931.
Den yngre svenska grenen var i flera generationer  knuten till övre Norrland och Umeå, där släktmedlemmar var officerare vid Västerbottens regemente.
När Finland skildes från Sverige 1809 förblev den finländska grenen i Finland. Den immatrikulerades 1818 på Finlands riddarhus som adlig ätt nummer 24.  Nästan alla med namnet Schildt som biograferats tillhör  denna gren. De har en gemensam stamfar i rektorn Hannibal Schildt (1817–1880) och presenteras här i ett släktträd. Många av dessa har bott eller bor i Sverige och betraktats som svenska.

### Hannibal Schildts ättlingar (urval)
- Bror Ernst Hannibal Schildt (1817–1880), rektor i Heinola[13]
  - Hjalmar Schildt (1849–1925), affärsman, kommerseråds titel
  - Artur Abraham Christoffer Schildt (1855–1890), stadskassör i Helsingfors[14]
    - Runar Schildt (1888–1925), författare
      - Göran Schildt (författare) (1917–2009), konsthistoriker
      - + Mona Morales-Schildt (1908–1999), formgivare, gift med Göran Schildt 1941–1964
      - Monica Schildt (1920–2016), skådespelare

  - Osmo Alfred Schildt (1861–1937), tullförvaltare[15]
    - Holger Schildt (1889–1964), bokförläggare
      - Henrik Schildt (1914–2001), skådespelare
      - + Margareta Schildt (1916–2001), översättare, gift med Henrik Schildt 1940–1956 
        - Veronica Schildt Bendjelloul (född 1944), översättare
          - Johar Bendjelloul (född 1975), programledare och journalist
          - Malik Bendjelloul (1977–2014), dokumentärfilmare och barnskådespelare

        - Peter Schildt (född 1951), regissör, manusförfattare och skådespelare
        - + Christina Herrström (född 1959). författare, gift med Peter Schildt

      - + Berit Gramer (född 1929). skådespelare, gift med Henrik Schildt från 1956
        - Johan Schildt (född 1959), skådespelare

      - Jurgen Schildt (1923–1990), filmkritiker
      - + Annalisa Ericsson (1913–2011). skådespelare, gift med Jurgen Schildt från 1964